# Starostowie bydgoscy

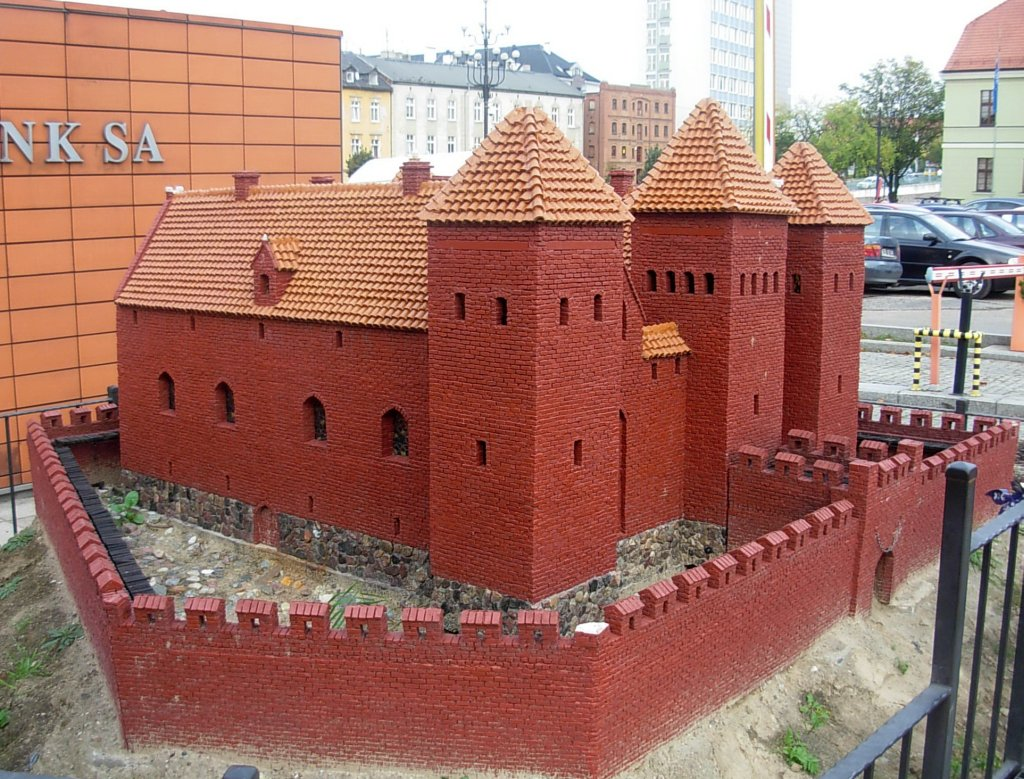
Makieta zamku bydgoskiego stojąca od 2009 r. przy ul. Grodzkiej. Zamek od swych początków, aż do zniszczenia w 1656 r. podczas potopu szwedzkiego był siedzibą starostów bydgoskich

Starostowie bydgoscy – ziemscy urzędnicy królewscy na ziemi bydgoskiej od XIV wieku do czasu I rozbioru Polski.

## Starostwobydgoskie
Starostwo grodowe bydgoskie ustanowił król Kazimierz Wielki.
Siedzibą starosty był zamek do 1656 r., kiedy uległ on ruinie wskutek wojny szwedzkiej, a następnie ratusz miejski.

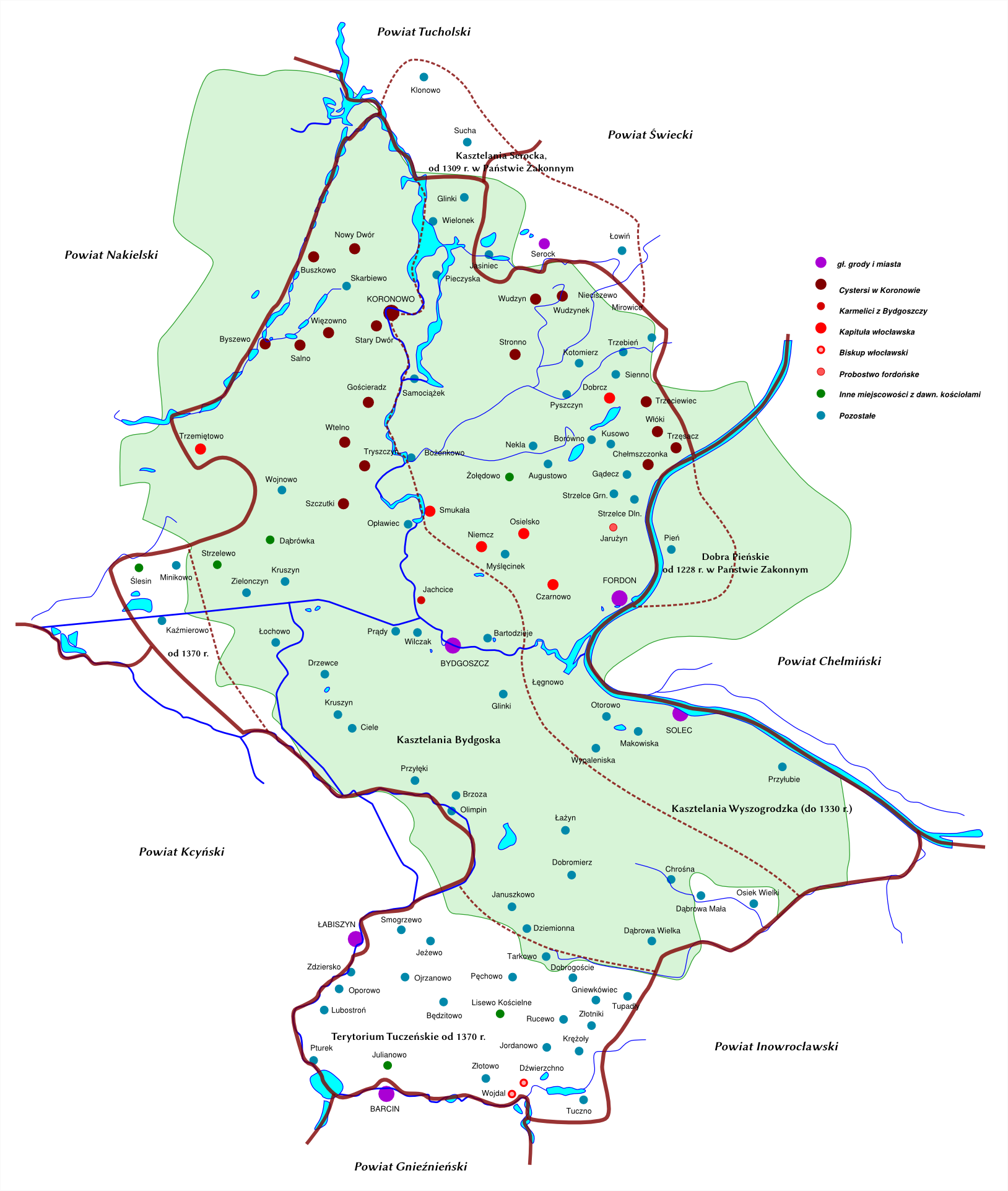
Historyczny powiat bydgoski na tle współczesnego powiatu i miasta Bydgoszczy

Struktura władzy starościńskiej w Bydgoszczy ukształtowała się podobnie jak w Wielkopolsce. Starosta był najwyższym urzędnikiem administracyjnym i sądowym. Jego zastępcą był początkowo burgrabia, a później surogator (od 1539 r.) Trzecim zastępcą starosty był pisarz, którego rolą było prowadzenie kancelarii. Z czasem wytworzyła się hierarchia urzędników kancelaryjnych. Zastępcą pisarza był regent, następnie wiceregent, susceptanci oraz woźni.
Starosta bydgoski sprawował w imieniu króla nadzór nad miastem i powierzonym terenem. Miał on obowiązek stać oni na straży interesów panującego. Bronił również interesów gospodarczych swoich poddanych, udzielał pomocy w eksporcie towarów (zwłaszcza drogą wodną do Gdańska). Obok urzędu starosty funkcjonował sąd grodzki. Nie zachowały się księgi grodzkie bydgoskie, ale odnotowano ślady działalności bydgoskiego sądu oraz wzmianki o urzędnikach sądowych.
Obszar starostwa bydgoskiego został ukształtowany w II połowie XIV wieku przez Kazimierza Wielkiego, a następnie w okresie, gdy terytorium bydgoskie stanowiło lenno Królestwa Polskiego:
- Kazimierza Słupskiego (1370-1377),
- Władysława Opolczyka (1380-1392).

Okres panowania książąt lenników przyczynił się również do rozbudowy bydgoskich urzędów ziemskich.
Wyodrębnione ostatecznie na przełomie XIV i XV wieku bydgoskie starostwo grodowe obejmowało obszar podobny do dzisiejszego powiatu bydgoskiego: od Koronowa po Solec Kujawski, Barcin i Łabiszyn. W skład starostwa wchodziły trzy miasta królewskie: Bydgoszcz, Fordon i Solec oraz jedno kościelne – Koronowo. Miasta szlacheckie: Łabiszyn i Barcin znajdowały się na granicy starostwa bydgoskiego oraz kcyńskiego i gnieźnieńskiego. Naturalną granicą terytorium starostwa była na wschodzie Wisła, na zachodzie Noteć oraz rynna jezior byszewskich. Północna granica starostwa wytyczona w 1349 r. w rokowaniach Kazimierza Wielkiego z Krzyżakami aż do końca okresu staropolskiego była granicą Kujaw oraz Prus Zakonnych, potem Królewskich.
W skład ziem, którymi zarządzał starosta oprócz obszarów dawnej kasztelanii bydgoskiej i wyszogrodzkiej wchodziło również tzw. terytorium tuczeńskie, obecnie w powiecie inowrocławskim.
W 1392 r. król Władysław Jagiełło włączył starostwo bydgoskie na prawach powiatu do nowo kształtowanego województwa inowrocławskiego
Na początku XVII wieku na terenie starostwa zostało wyodrębnione starostwo niegrodowe w Solcu (Kujawskim). Stanowiło ono uposażenie wydzierżawione lub zastawione określonej osobie wskazanej przez króla, prawdopodobnie zasłużonej dla monarchy. Jednak w dalszym ciągu w zakresie spraw policyjnych oraz jurysdykcji Solec podlegał starostwu bydgoskiemu. Starostwo niegrodowe soleckie było niewielkie; obejmowało oprócz miasta Solca, cztery karczmy (koło Solca, w Otorowie, Kabacie i nad Wisłą), trzy młyny (Rudny, Koska i Otorowski) oraz dwie wsie (Kabat i Soleckie Olędry), nie posiadało natomiast żadnego folwarku.

## Uposażenie
Dochody starostwa bydgoskiego w XVI–XVII wieku, pochodzące z użytkowania dóbr ziemskich do niego należących, były stosunkowo wysokie i przekraczały dochody większości starostw w Wielkopolsce i na Kujawach. Wynikała z tego dość duża atrakcyjność tego urzędu dla osób znajdujących się w otoczeniu dworu królewskiego.
Przyczyną tego stanu rzeczy było przejęcie na początku XV wieku przez króla Władysława Jagiełłę wójtostwa bydgoskiego i wcielenie jego dóbr do majątku miejscowego starostwa. Nastąpiło to być może w formie konfiskaty po wojnie polsko-krzyżackiej 1409-1410 r., wykupu lub też pozyskania wskutek bezpotomnej śmierci dziedzicznego wójta.
W 1600 r. roczne dochody wójtostwa (związanego z urzędem starościńskim) oszacowano na ponad 6 tys. złotych polskich. Źródłem największych wpływów były opłaty dzierżawne z czterech młynów i tartaku w Bydgoszczy, trzech młynów poza miastem oraz sumy uzyskiwane ze sprzedaży łowionych przy jazach młyńskich łososi. W 1511 r. starosta bydgoski Andrzej Kościelecki uzyskał ponadto zgodę króla na wykup cła rzecznego w Bydgoszczy. Starostom przysługiwały także dochody z miast: Solca (w XV i XVI w.), (Fordonu), wsi i folwarków na terenie królewszczyzn stanowiących uposażenie starostwa oraz czynsze z placów, bud i jatek.
Starostwo i wójtostwo bydgoskie w XV, XVI i XVII wieku zwyczajowo były zastawiane lub wydzierżawiane jednej osobie. Dopiero w 1690 r., gdy wójtostwo bydgoskie nabył na własność starosta bydgoski Franciszek Zygmunt Gałecki, zostało ono odłączone od starostwa i przeszło w dziedziczenie rodu Gałeckich. Ten stan przetrwał do 1711 r., kiedy to po śmierci starosty Franciszka Gałeckiego jego syn otrzymał tylko starostwo. Wójtostwo bydgoskie król August Mocny wydzierżawił generałowi Henrykowi Baudissinowi. Odtąd przeważnie starostwo i wójtostwo były wydzierżawiane oddzielnie.

### Wsie starostwa bydgoskiego
Królewszczyzny stanowiące uposażenie starostów bydgoskich zajmowały środkową część powiatu bydgoskiego, po obu stronach dolnej Brdy i pomiędzy Wisłą i Notecią. Tereny te z uwagi na słabe gleby, były wzięte pod osadnictwo dość późno (na szerszą skalę w XVI w.), lecz trwało ono potem niemal nieprzerwanie. Do najstarszych osad (XIII w.) na tym terenie należały m.in.: Wyszogród (1113), Bydgoszcz (1238), Otorowo (1280) i Bartodzieje (1298). W latach 1400–1523, lokowano cztery wsie: Bielice, Chrośnę, Czyżkówko z młynem i Łochowo. Później w latach 1523-1600 powstało 7 wsi: Brzoza, Glinki, Łęgnowo, Miedzyń (w pobliżu młyna o tej samej nazwie), Nowa Wieś, Przyłęki i Siernieczek. Do roku 1600 w uposażeniu starostwa było łącznie 14 osad wiejskich. Na przełomie XVI i XVII w. zaczęło się rozwijać osadnictwo olęderskie. W 1596 r. lokowano Łęgnowo, a w 1604 r. – Otorowo, Makowiska, Fletnowo i Soleckie Olędry. Jeszcze przed potopem szwedzkim w 1646 r. doszło do wtórnej lokacji również na prawie olęderskim folwarku z młynem na Czyżkówku. Do połowy XVII w. powstały jeszcze trzy nowe osady: Fordonek (olęderska), Grodztwo i Prądki. Przed potopem szwedzkim folwarki znajdowały się w Bielicach, Grodztwie, Łochowie i Czyżkówku. Z reguły były one niewielkie (4-5 włók). Ponad 80% uprawianej ziemi przypadało na wsie olęderskie, położone na nadrzecznych nizinach. Jedna osada, tj. Miedzyń, jeszcze w XVII w. została włączona do dóbr miasta Bydgoszczy.
Podczas potopu szwedzkiego zniszczenia starostwa bydgoskiego wynosiły około 90% i były znacznie wyższe od średniej krajowej. W II połowie XVII wieku nastąpiła odbudowa gospodarcza, która dotyczyła jednak głównie wsi olęderskich. Do 1682 r. założono nowe osady: Kapuściska, Lesice, Ujście i Łażyn. Oprócz dotychczasowych (Bielice, Czyżkówko, Łochowo, Grodztwo) nowe folwarki funkcjonowały w Bartodziejach i w Nowej Wsi (Wielkiej). Tuż przed 1700 r. powstał nowy folwark w Bartodziejach Małych oraz osady: Dąbrowa (olęderska), Działy, Opławiec i Zielonka (olęderska). W kilku osadach założonych w Puszczy Bydgoskiej (Lesice, Łażyn, Nowa Wieś, Chrośna) mieszkali smolarze trudniący się wyrobem produktów drzewnych (smoła, potaż). W 1682 r. uposażeniem starostwa było ok. 22 osad i w tym 5-6 folwarków o zaludnieniu ok. 800 osób, które posiadały około 90 włók ziemi uprawnej. Gospodarka folwarczna w starostwie była oparta głównie na pracy najemnej, co różniło się na plus od dominującej w tym czasie w Rzeczypospolitej gospodarki folwarczno-pańszczyźnianej.
Początek XVIII w. i wojna północna przyniosły katastrofę gospodarczą starostwa bydgoskiego. Stacjonowały tu przez wiele lat wojska: saskie (od 1717), szwedzkie (1703, 1709), austriackie (1709), rosyjskie (do 1719). Największe nasilenie gwałtów i grabieży przypadło na 1709 rok. Część ludności wiejskiej pod wpływem ciężarów spowodowanych wojną ratowała się ucieczką, bądź też pozostała na miejscu, ale była tak zrujnowana, że nie mogła płacić podatków. Wskutek zarazy miasto Bydgoszcz wyludniło się do kilkunastu osób, a do 1713 roku niemal wszystkie wsie były spalone i opuszczone. Jedynie w największych i najlepiej uposażonych wsiach starostwa: Łęgnowie, Otorowie, Makowiskach utrzymało się po kilka rodzin, lecz nie obsiewały one pól. W 1717 roku ubytek ludności w starostwie względem stanu sprzed wojny wynosił ok. 80%, a straty gospodarcze – niemal 95%.
Począwszy od 1720 r. starostowie i wójtowie bydgoscy podjęli szeroko zakrojoną akcję odbudowy gospodarczej wsi i zakładania nowych osad, nadając im kontrakty olęderskie (czynszowe). Wiele dawniej istniejących wsi zakładano na nowo osadzając w nich czynszowników (Polaków, Niemców, Holendrów). Do 1765 r. powstały także nowe osady: Opławiec, Kapuściska Małe (1730), Bielawy (1732), Łochowice (1742), Chwałabogu i Nowa Erekcja (1744), Dębinka (1745), Dąbrowa Mała (1752). Hrabia Henryk Brühl (od 1750 r. wójt bydgoski) nad jeziorem Jezuickim założył Dobromierz, zwany pierwotnie od jego nazwiska Brühlsdorfem. Tuż przed 1765 r. powstały także osady: Nowa Wieś Mała i Pieczyska, a przed 1772 r. – Karolewo, Wymysłowo, Mudziały i Smuga. Tuż przed I rozbiorem Polski starostwo dysponowało ok. 40 wsiami, w tym 11 folwarkami, m.in. w Bartodziejach Wielkich i Małych, Bielicach, Grodztwie, Kapuściskach Wielkich i Małych, Działach, Czyżkówku i prawdopodobnie w Lesicach, Bielawach i Dębince. Łączny areał uprawny starostwa wynosił ok. 230 włók, z tego 65 włók przypadało na folwarki. Zaludnienie osad będących w gestii starostwa i wójtostwa bydgoskiego wynosiło ok. 900 osób, z czego 60% to najemnicy i rzemieślnicy, którzy za mieszkanie i wyżywienie pracowali u właścicieli.

## Przeglądstarostówbydgoskich

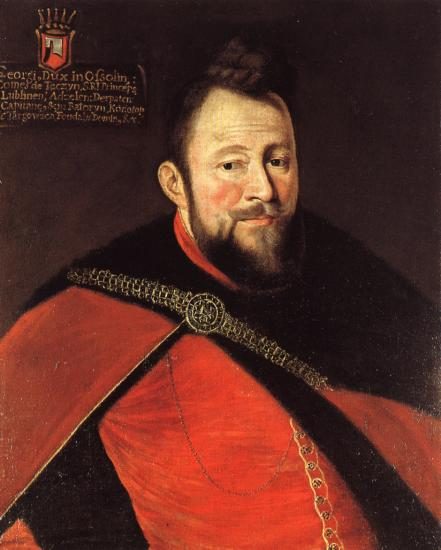
Wielki kanclerz koronny Jerzy Ossoliński (1595-1650) – najsłynniejszy bydgoski starosta

Starostami bydgoskimi bywało wiele znanych osobistości, związanych z dworem królewskim.
Wśród bardziej znanych można wymienić wybitnego rycerza Janusza Brzozogłowego (1410-1425), który zasłynął ze śmiałych wypadów na terytorium krzyżackie podczas wojen Polski z zakonem oraz działalności na rzecz interesów Bydgoszczy.
Kolejny starosta bydgoski z okresu wojen polsko-krzyżackich rycerz Dobiesław Puchała (1430-1441) zasłynął z rajdu wojennego na ziemie krzyżackie, podczas którego w dwa dni dotarł do Bałtyku.
Następnie przez półtora wieku na starostwie bydgoskim panował ród Kościeleckich za sprawą przejęcia wielkiego majątku po Mikołaju Szarlejskim herbu Ostoja.
Spośród przedstawicieli rodu, którzy panowali na bydgoskim zamku wyróżniło się kilka postaci.
Pierwszy starosta z rodu – Jan Kościelecki (1457-1475) był doradcą Kazimierza Jagiellończyka i oddał mu wielorakie usługi dyplomatyczne oraz pożyczki pieniężne w wojnie z Krzyżakami. To on pomógł wznieść bydgoski kościół farny oraz ufundował dzisiejszy obraz Madonny Bydgoskiej.
Starosta Andrzej Kościelecki (1485-1515) dzierżył urząd podskarbiego wielkiego koronnego, nadwornego żupnika i marszałka. Jego żona Katarzyna Ochstat Telniczanka była ulubienicą późniejszego króla Zygmunta Starego. W 1501 r. odwiedził go w Bydgoszczy król Jan I Olbracht.
Z kolei Stanisław Kościelecki (1515-1535) bronił Pomorza podczas ostatniej wojny z zakonem krzyżackim. W listopadzie i grudniu 1520 r. gościł na zamku bydgoskim króla Zygmunta Starego oraz szlachtę, która w Bydgoszczy uczestniczyła w Sejmie.
Z kolei starosta Jan Kościelecki (1565-1600) gościł w 1577 w Bydgoszczy przez trzy miesiące króla Stefana Batorego, który stąd prowadził rokowania ze zbuntowanym Gdańskiem.
Najbardziej znanym i zarazem ostatnim starostą okresu świetności Bydgoszczy przedrozbiorowej był wielki kanclerz koronny Jerzy Ossoliński (1633-1650), zaufany króla Władysława IV – fundator bydgoskiego kolegium i kościoła jezuickiego.
Natomiast za czasów panowania Jana III Sobieskiego wybitnym starostą był Franciszek Gałecki – uczestnik wojennych wypraw Sobieskiego, dowódca gwardyjskiego regimentu dragonii podczas bitwy pod Wiedniem (1683 r.)

## Wykazstarostów

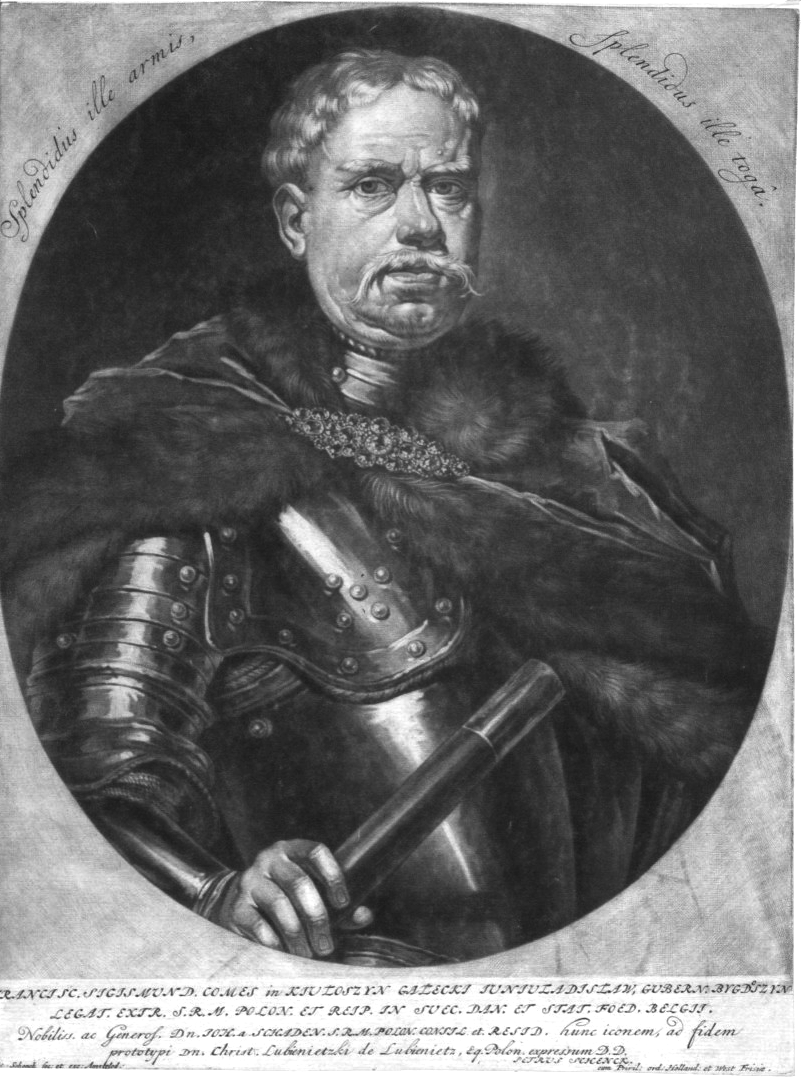
Franciszek Zygmunt Gałecki – starosta bydgoski w latach 1674–1681 i 1688-1710, zaufany współpracownik królów: Jana Sobieskiego i Augusta II, posiadacz wielu urzędów

- Mściwój z Kwiliny[9] herbu Lis – podkomorzy krakowski (1358-1370)[i],
- Florian z Klonowa[9] – ustanowiony przez Kaźka Słupskiego (1370-1376), także starosta dobrzyński
- Jan (Janusz)[9] (1376-1392), także starosta dobrzyński
- Tomasz z Węgleszyna[9] – kasztelan sandomierski, starosta generalny Wielkopolski (1392-1409)[j]
- Maciej z Łabiszyna[9] – wojewoda inowrocławski i brzeski (1409-1410),
- Janusz Brzozogłowy[9] – kasztelan lądzki (1410-1425),
- Materna (Marcin) z Pakości[9] – podczaszy inowrocławski (1425-1429),
- Wojciech z Pakości[9] – (1429-1430),
- Dobiesław Puchała[9] – starosta gniewkowski (1430-1441),
- Mikołaj Szarlejski[9] ze Ściborzyc herbu Ostoja – kasztelan inowrocławski, wojewoda brzeskokujawski (1441-1457)
- Jan Kościelecki[9], herbu Ogończyk, wojewoda inowrocławski (1457-1475),
- Mikołaj Kościelecki[9], herbu Ogończyk, wojewoda brzeskokujawski (1475-1480)
- Jan II Kościelecki[9], herbu Ogończyk, wojewoda inowrocławski (1480-1482),
- Mikołaj Kościelecki[9], herbu Ogończyk, wojewoda brzeskokujawski (1482-1485),
- Andrzej Kościelecki[10], herbu Ogończyk, podskarbi wielki koronny (1485-1515),
- Stanisław Kościelecki, herbu Ogończyk, starosta malborski (1515-1534),
- Jan Janusz Kościelecki[11], herbu Ogończyk, wojewoda łęczycki (1535-1545),
- Janusz Kościelecki[11], herbu Ogończyk, starosta generalny Wielkopolski, wspólnie z Andrzejem II Kościeleckim[11], herbu Ogończyk, wojewodą poznańskim (1545-1564),
- Andrzej II Kościelecki[11], herbu Ogończyk, wojewoda łęczycki i poznański (1564–1565),
- Jan IV Kościelecki[10], herbu Ogończyk, kasztelan międzyrzecki (1565-1600),
- Maciej Smogulecki[10], herbu Grzymała (1600-1617),
- Andrzej Przyjemski[10], herbu Rawicz, marszałek nadworny koronny (1618-1621),
- Piotr Żeromski[12], herbu Pobóg, kuchmistrz koronny (1621-1629),
- Jerzy Ossoliński[10], herbu Topór, kanclerz wielki koronny (1633-1645),
- Franciszek Ossoliński[10], herbu Topór (1645–1648),
- Jerzy Ossoliński[10], herbu Topór, kanclerz wielki koronny (1648-1650),
- Zygmunt Denhoff[10], herbu Denhoff, rotmistrz husarski (1650-1655),
- Bolesław Denhoff[10], herbu Denhoff (1655-1666),
- Jan Zielęcki[10] z Zielęcina (1666-1674),
- Helena Zielęcka[10] z Wodyna (wdowa po Janie Zielęckim, 1674-1676),
- Franciszek Zygmunt Gałecki[10], herbu Junosza, kuchmistrz koronny (1674-1681),
- Jan von Ludenhaus Wolff[10], herbu Wolff (1681-1688),
- Franciszek Zygmunt Gałecki[10], herbu Junosza, wojewoda inowrocławski, kaliski i poznański(1688-1710),
- Franciszek Gałecki[13], herbu Junosza (1710-1745),
- Ignacy Gałecki[13], herbu Junosza (1745-1780),